# Eremostachys transjordanica
Eremostachys transjordanica là một loài thực vật có hoa trong họ Hoa môi. Loài này được Eig mô tả khoa học đầu tiên năm 1948.